# La Bête de la bête
La Bête de la bête (France) ou L'obèse et la bête (Québec) (The Fat and the Furriest) est le 5e épisode de la saison 15 de la série télévisée d'animation Les Simpson.

## Résumé
C'est la fête des mères : Homer, Bart et Lisa achètent des cadeaux pour Marge avant qu'elle se réveille. Ils vont au Sprawl-Mart où Abraham travaille. Avec l'aide de Patty et Selma, Homer décide alors d'acheter un appareil de fête foraine à faire de la barbe à papa pour Marge. La nuit, Homer fabrique une barbe à papa géante recouverte de caramel. La journée il emmène sa boule géante partout. Plus tard, la boule devient sale et il doit la jeter. Dans la décharge, il se fait attaquer par un ours.
Sauf qu'un cinéaste amateur a tout filmé et Homer est montré par les médias comme peureux et tout le monde se moque de lui. Il décide alors de tuer l'ours et rencontre un chasseur. Et la rencontre entre Homer et l'ours arrive. Homer découvre que la colère de l'ours est due à un implant électronique de pistage qui lui fait mal. Il décide alors, plutôt que de le tuer, de l'amener en territoire libre. Mais c'est sans compter sur une entrée avec des chasseurs en embuscade et l'autre chasseur, suivi par les Simpson, qui veut l'abattre. Homer lui enfile donc son "« armure »" (qu'il comptait utiliser pour encaisser les coups de l'ours) et l'ours atteint l'autre côté sans dommages.